# Messier 69
Messier 69 (M69 o *NGC 6637) és un cúmul globular a la constel·lació de Sagitari. Va ser descobert per Nicolas-Louis de Lacaille en 1751 quan es trobava al cap de Bona Esperança i el va incloure en el seu catàleg Catalogue de l'Hémisphère Austral. Charles Messier el va redescobrir la 1780 seguint les indicacions de l'objecte descrit per Lacaille després d'haver-ho intentat infructuosament el 1764.
M69 es troba a una distància d'uns 29.700 anys llum de la Terra i té un radi espacial de 42 anys llum. És un veí proper del cúmul globular M70, 1.800 anys llum separen els dos objectes, i ambdós cúmuls estan situats prop del centre galàctic. El seu diàmetre és aproximadament de 61 anys llum.
M69 posseeix una metal·licitat relativament elevada en comparació amb altres cúmuls globulars coneguts, però tot i així encara és significativament més feble que la metal·licitat d'una estrella jove com per exemple el Sol, el que indicaria que el cúmul s'hauria format en èpoques molt antigues, quan l'univers estava format per elements menys pesants.
M69 és pobre en estrelles variables, fins ara s'han pogut constatar 8 estrelles, dues de les quals són del tipus Mira.

## Observació
M69 és fàcilment observable amb binoculars en bones condicions atmosfèriques. Es troba a 2.5º al nord-est de ε Sagittarii.